# Tatra 163

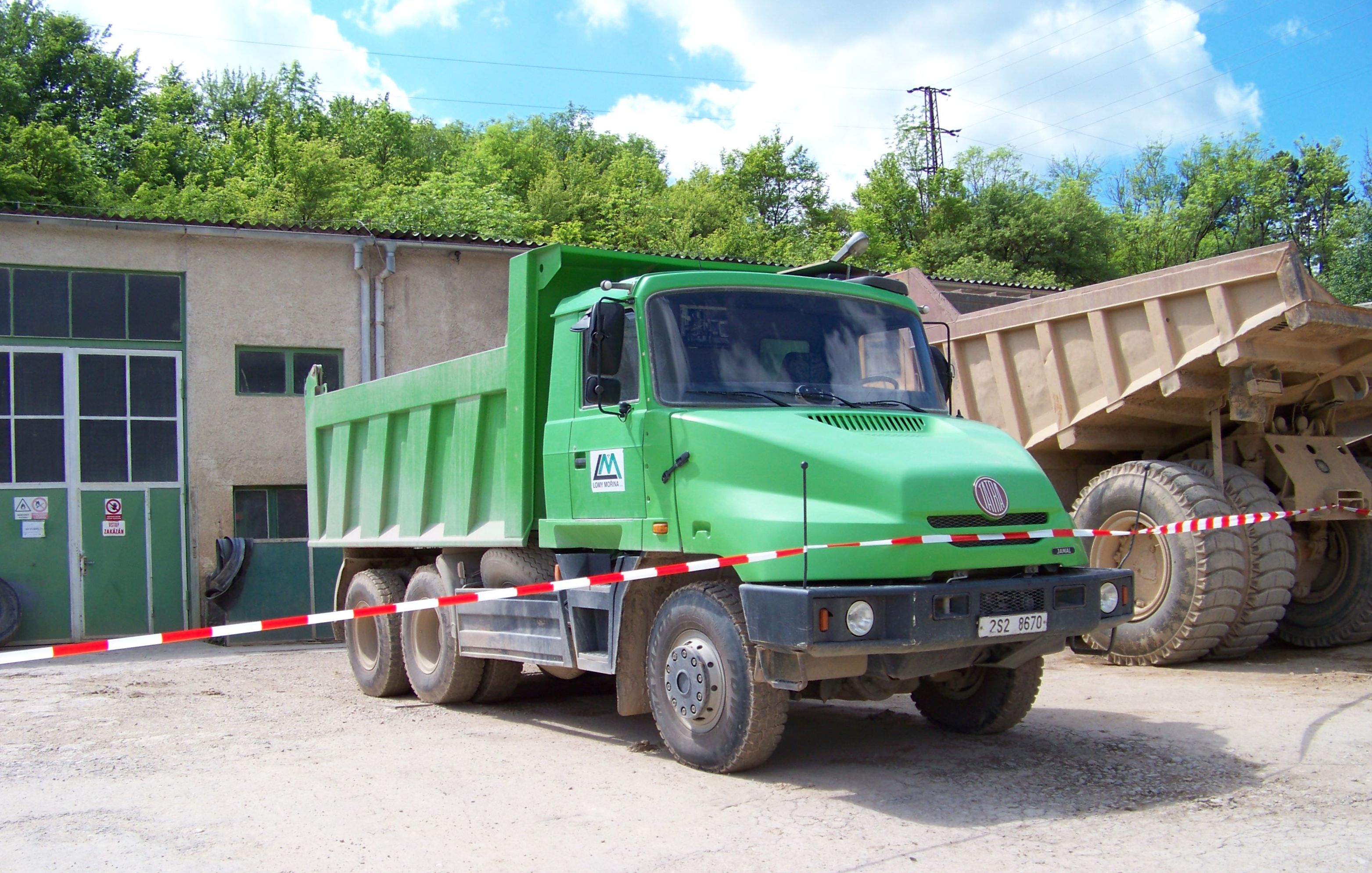
Tatra Jamal v provozu

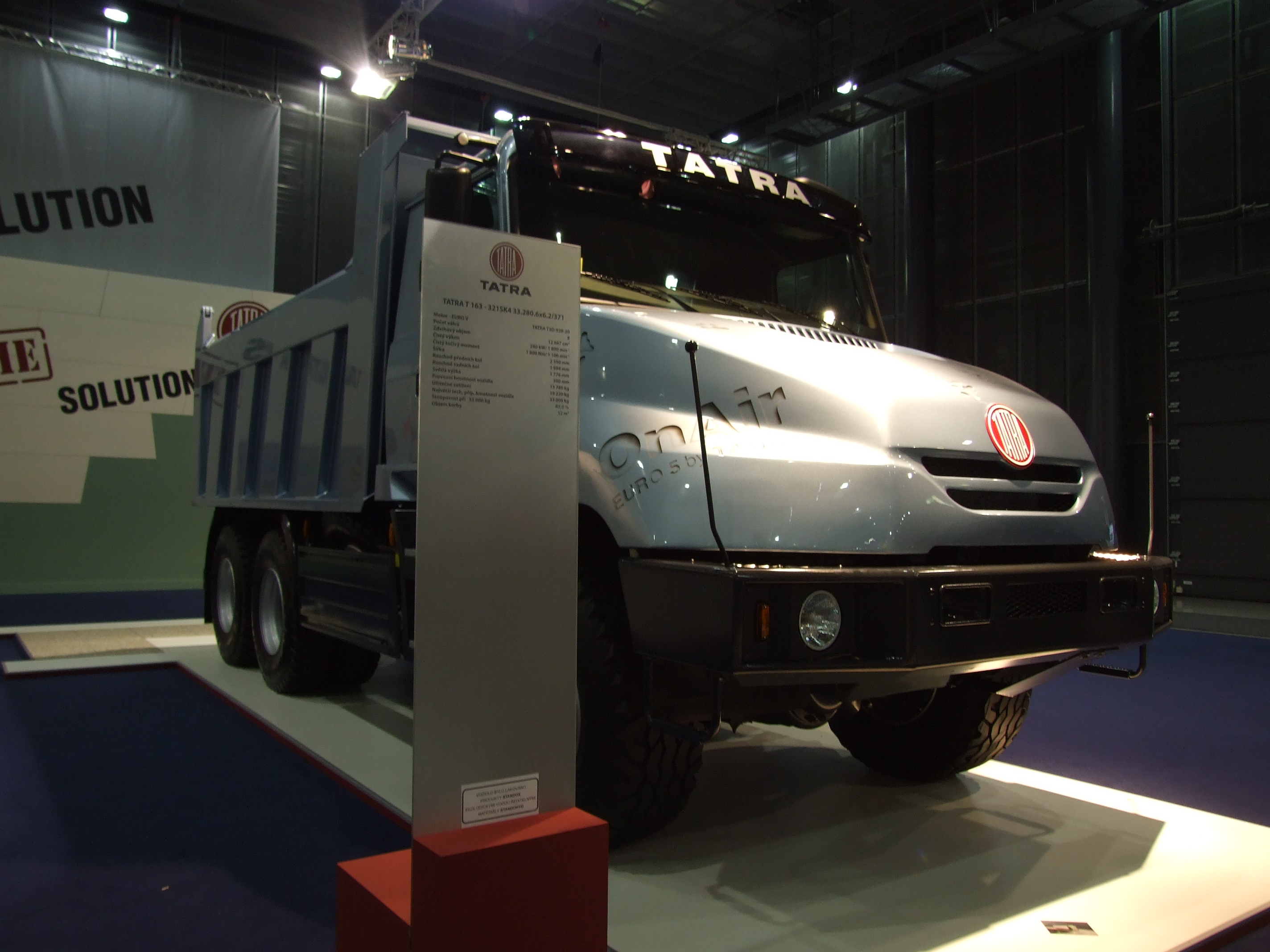
T 163 Euro 5 na Autotec 2008

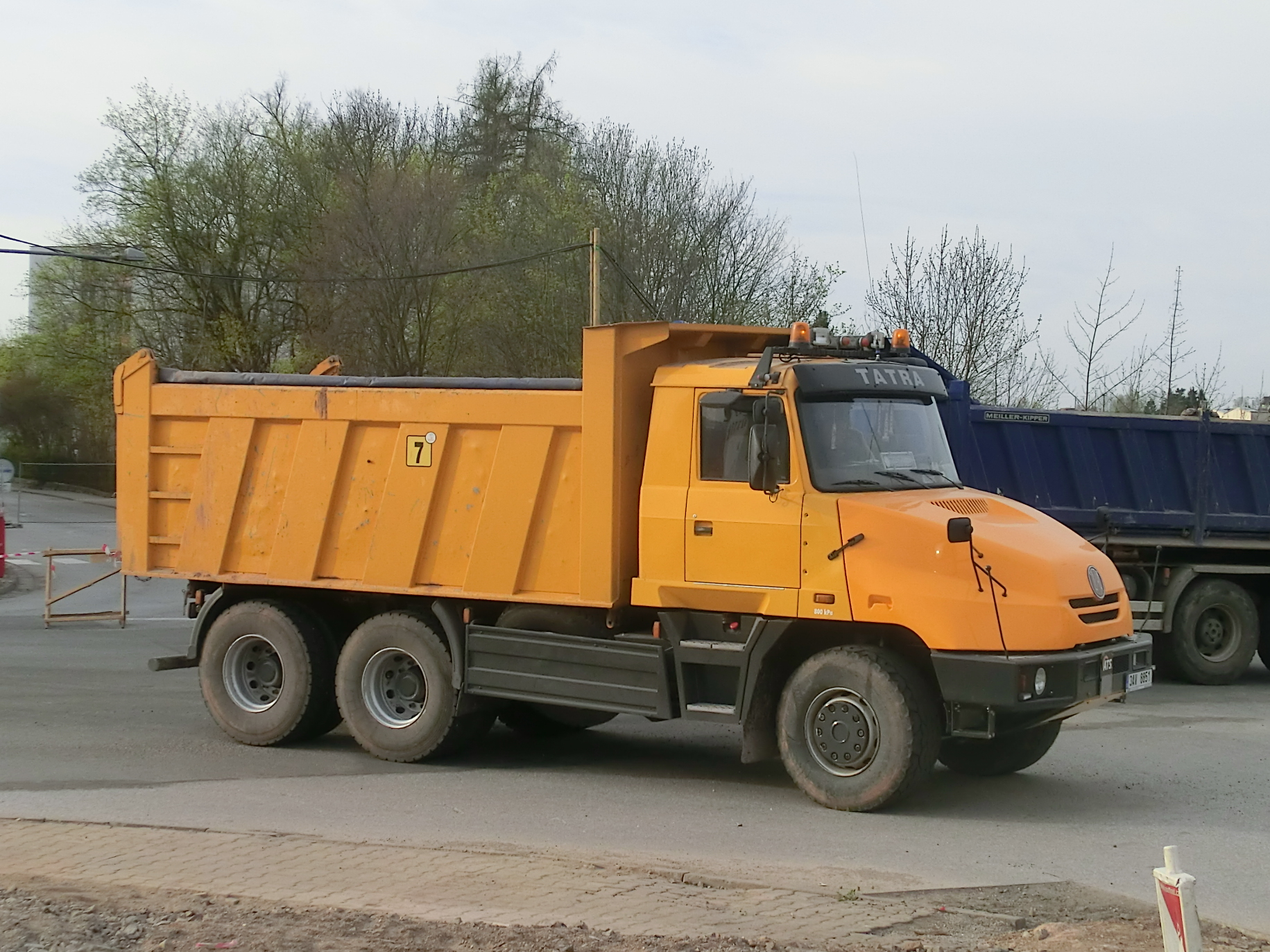
Jamal s prototypovými zrcátky

Tatra 163 je nákladní automobil vyráběný firmou Tatra mezi lety 1999 a 2014. Častěji je známý pod slovním označením Tatra Jamal - pojmenování vzešlé ze soutěže po ruské oblasti s extrémními podmínkami, kde se vozy patrně ale neobjevily a automobilka později poté, co jméno Jamal ztratilo důvěru zákazníka, deklarovala, že dále bude používat výhradně již jen číselné označení řady T 163. Méně jsou známa jména Hemang - verze 31RSK8 38 230 6x4.2R montovaná z CKD sad a části domestikovaných dílů v indické firmě BEML a Jieka - původně verze s klasickým odpružením zadních náprav jen listovými pery určená pro Čínu - došlo ale jen na prototyp (31ESK1 30 230 6x6.2).
Jako poslední byla smontována vozidla čísla podvozku 1716 a 1717 a oficiálně ukončena výroba ke 31. 12. 2014.

## Technické provedení
Původně byl vůz zamýšlen jen pro nejtěžší podmínky Sibiře, kde jeho uspořádání přináší hned několik výhod: polohu řidiče mezi nápravami v místě menších vertikálních zrychlení a výchylek při jízdě v terénu, lepší rozložení hmotnosti a menší zatížení přední nápravy, větší deformační zónu před řidičem, přístupnější část motoru při opravách v těžkých klimatických podmínkách, kdy je zároveň zachována možnost snadného přístupu do prostornější kabiny (paradoxně je ale umístěna o něco výše než u trambusu T 815). První skici (Technické muzeum Kopřivnice a stránky autora) a maketa designera Jiřího Španihela počítaly s použitím menší oblejší kabiny dodávky GAZ Gazela s velkým sklonem čelního skla, ale dynamické zkoušky samotné kabiny prakticky ukázaly, že ta pro vozidlo nemá dostatečnou odolnost a její dodatečné vyztužení by bylo neekonomické. Proto byla pro vozidlo použita kabina upravená v přední části ze standardního trambusu T 815 s vypuštěným tunelovým krytem motoru uvnitř. Tvar napojení a původní delší kapoty pochází od stejného návrháře.
Nesklopná kabina je až třímístná (byť v lomech jen zřídka obsazena více než jen řidičem) s kapotou, přestože se kapotová kabina pro evropské sklápěče dnes téměř nepoužívá - v době vzniku se sériově vyráběla jen podobně odvozená kapotová Scania. Vpřed sklopná kapota motoru je laminátová s kovovým krytem motoru, zbylá většina kabiny je kovová. Její uložení bylo pozměněno, aby se v případě potřeby dala v servisu kabina přizvednout kolem zadního uložení dozadu pro lepší přístup k motoru.
Původně měly vozy kapotu delší, později byla přední část o 295 mm zkrácena pro vyhovění legislativní délky soupravy na úkor přístupnosti motoru. První prototyp 36ASK1 36 270 6x6.2R byl představen na brněnské výstavě Autotec 1997, měl atypickou polohu skříně baterií, turbodmychadla motoru, kompresor ještě vzadu a tak jako prototyp 2 měl ještě i ploché 4dílné čelní sklo a filtr vzduchu za kabinou s klasickou "kobrou" sání nad střechou. 2. prototyp nesl i označení ještě jako vozidlo 815-2 : 24BSK8 36 270 6x6.2R a absolvoval zkoušky v reálném provozu na Sibiři. Postupně se ale provedení motoru prakticky sjednotilo, kompresor se odstěhoval na přední víko motoru a byl kvůli kombinovanému pérování zadních náprav posílen na dvouválec, filtr sání pod kapotu a odlišnost od motoru trambusu byla již minimální (sklon chladiče oleje, nalévání oleje přes odstředivý čistič a další drobnosti). Jeden samotný upravený podvozek pobýval určitou dobu v Rusku, kde se stal základem realizace společného projektu s firmou ZIL - ta dodala kabinu, kapotu a korbu, ale po krátkých zkouškách kompletního vozu se podvozek vrátil do Kopřivnice, hlavní díly byly použity pro prototyp Jieka a projekt dále nepokračoval.
Do Tatry Jamal se montovaly motory Tatra řad T3B-928 (Euro I-II), T3C-928 (Euro III) a T3D-928 (Euro IV-V), nejčastěji používaným motorem byl T3C-928-81. Seznam všech motorů:
- T3B-928-10
- T3B-928-40
- T3B-928-50
- T3C-928-60
- T3C-928-70
- T3C-928-81
- T3C-928-90 kvůli teplotám jen výjimečně, popř. pro lepší přístupnost a odvětrání s motorovým tunelem v kabině jako trambus
- T3D-928-20
- T3D-928-30

Převodovka měla deset nebo čtrnáct stupňů.
Tatra Jamal se vyráběla v min. 7 různých variantách. Každá varianta měla jinak provedenou korbu nebo zadní část podvozku. Většina Hemangů (31RSK8 38 230 6x4.2R) měla kvůli ceně pohon jen čtyř zadních kol, zato ale náprav zvýšené nosnosti (tzv. "supertěžká" varianta KingFrame) a vzhledem k teritoriu montovanou klimatizaci. Ostatní T 163 mají hnaných všech šest kol, přičemž pohon přední nápravy je řaditelný.
Podvozek využíval stejných komponent jako vozy T 815 řady TerrNo1.

## Varianty pro jiná odbytiště
Po představení prototypu se ukázalo, že o vozidlo je zájem i v jiných teritoriích a vznikly tak další verze - ať již plně legislativní pro střední Evropu, tak např. verze "pracovní stroj" s motorem emisní homologace "off road" pro provoz v lomech, ale s možností přesunu bez nákladu po veřejných komunikacích, či verze na větších "tankových" kolech s vyšší nosností za cenu horší manévrovatelnosti.
Speciální kapitolou byl vůz provedení pro teritorium "Brazílie" (35ESK4 33 230 6x6.2), který se vyznačoval ještě dlouhou kapotou, použitím motoru Euro II s odvzdušněním klikové skříně do sání montovaného do rámu vozu s podélným sklonem kvůli přímo na motor montované souosé brazilské spojce a převodovce ZF. Celý záměr montáže vozů v Brazílii (byla vydána kompletní výrobní a obchodně-technická dokumentace) a připravován výrobní areál ale zkrachoval (předznamenáním bylo již brazilské výstavní faux pas) a existující prototypy byly prodány v ČR a většinou přestavěny (S3, tahač, ...).
Několik samotných kabin bylo prodáno do Ukrajiny pro vozy projektu "Kremenčuk".

## Závodní verze
Mistrovství Evropy v okruhových závodech tahačů se účastnil od r. 2000 Stanislav Matějovský, původně v týmu Šmídl Truck Racing (v posledním závodě 2002 jej pro zranění nahradil A.Ferte, v sezóně 2003 až do zániku týmu vedeného S.Matějovským na přelomu 2003/4 usedal za volant Tatry Jamal Evo IV tehdy nejmladší jezdec seriálu Adam Lacko, skončil na 5. místě) s kapotovým speciálem s označením Tatra SRT (Super Race Truck), později Jamal; motor upravený nebo tovární R6 MAN D2866LF (objem 12 L), později SMR 126R, upravená trambusová kabina MAN L2000, automatická 5°převodovka 5HP600 a samosvorný diferenciál ZF, pružení Sachs - od r. 2001 Penske, telemetrie Magneti Marelli, který měl ovšem s vozem Jamal společné pouze to, že jeho druhá a další generace vznikaly v dílnách vývoje v Kopřivnici s podporou továrny, měl podobný tvar umně naroubované kapoty a na ní nesl stejné logo. Jedním z důvodů bylo, že seriálu se mohly účastnit pouze vozy evokující produkty existujících výrobců a to vedlo k nucené změně z dříve používaného základu silničních tahačů LIAZ, respektive Škoda, ačkoliv návěsový tahač Jamal, navíc ve čtyřkolovém provedení, nikdy z kopřivnické továrny nevyjel (existující kusy jsou vesměs přestavby) a rozhodně bychom v závodní verzi marně hledali výkyvné polonápravy nebo cokoliv jiného, typického pro vozy Tatra. Důvodem, tehdy vedle špičkového Caterpillaru (a dávného MAN-Phoenixu) ojedinělého kapotového uspořádání vozu, navrženého v původní verzi novinářem a bývalým jezdcem MAN a DAF Hans-Georgem von der Marwitz, byla lepší aerodynamika, rozložení hmotnosti na nápravy a tím i vhodnější dynamické vlastnosti vozu kolem všech - příčné, podélné i svislé osy při akceleraci, brzdění i v zatáčkách. S. Matějovský (*29.7.1961) se s vozem Tatra Jamal EVO II týmu Hasseröder Tatra Team stal v roce 2001 ve třídě Super Race Truck skupiny B (slaběji obsazená skupina speciálů s restriktory sání turbodmychadla, tím nižším výkonem motoru a menšími povolenými úpravami) mistrem Evropy ETRC. 2 vozy Evo III postavené pro ročník 2002 pro další jezdce (Alain Ferte a Markus Boesiger) týmu Hasseröder byly následně přestavěny německým týmem Deutsche Post World Net Truckteam na trambusy PAM 03 MAN - kabiny MAN L2000 (nyní bez kamuflujících úprav) byly posunuty vpřed, dostaly masku MAN, upravený podvozek a Marcus Oestreich skončil v seriálu 2003 na 2. místě. Následovala další přestavba těchto 2 vozů na siluety VW Titan s krátkou kapotou, které byly vítězné v ročnících 2004 a 5, kdy seriál evropského poháru skončil a byl nahrazen evropským mistrovstvím s odlišnými pravidly. Vůz Adama Lacka skončil po zániku týmu v depozitáři kopřivnického muzea.
InstaForex Loprais Team upravil svůj závodní speciál 4x4 pro pouštní maratony s podvozkem a prodlouženou kabinou Tatra poháněný motorem Deutz BF8M 1015CP do verze "Jamal" s podobnou kapotou v roce 2011. Aleš Loprais s ním vyhrál Silk Way Rallye 2011 a bojoval o prvenství na Rallye Dakar 2012, (startovní číslo 504 Aleš Loprais - Michal Ernst - Petr Almáši), kde v den svých narozenin v neměřeném spojovacím úseku etapy aktuálně na 2. pozici havaroval.
S kapotovou verzí se po roce s trambusem vrátil až na Silk Way Rallye 2013, kde se sžíval s novým vozem, tentokráte se střední kabinou a motorem Renault, připraveným týmem okruhových tahačů MKR, se kterým obsadil v následující Rallye Dakar 2014 (#504 Aleš Loprais - Serge Bruynkens - Radim Pustějovský) celkově 6. místo za Kamazy a Ivecem. Finální přípravy vozu zvaného "Queen 69" na ročník 2015 s motorem Gyrtech zhatilo rozhodnutí technického komisaře - vůz Jamal se nikdy sériově nevyráběl jako čtyřkolový, navíc se střední kabinou - to bylo patrně spolu s imitací nárazníku důvodem diskutovaného rozhodnutí - až dosud s přejímkou stejného provedení vozu zásadní problém nebyl, podle komisaře byl vůz ale dosud připuštěn podmíněně a nový vůz výtky neodstranil. A. Loprais využil proto nabídku k účasti v týmu Eurol VEKA MAN.
Na rallye Dakar 2014 se s kapotovým vozem 4x4 (s krátkou kabinou a originální kapotou) Tatra objevil také další tým : Astana Dakar Team / Bonver Dakar Project - #542 Artur Ardavičus - Alexej Nikižev - Radim Kaplánek celkově obsadili 14. místo (motor Gyrtech Caterpillar odvozený stájí okruhových tahačů Buggyra). Pozměněná posádka s mechanikem Danielem Kozlovským vyhrála s č. 553 kategorii kamiónů na španělské Baja Aragón 2014, předtím tým BDP uspěl také na polské Baja Drawsko 2014. Pro dakarský ročník 2015 tým změnil dodavatele motoru na MKR Renault DXi-13 a připravil 3 vozy : modrý #515 Artur Ardavičus - Alexej Nikižev - Daniel Kozlovský (nejlépe 9. v 6. a 9. etapě, celkově nejlépe 13. po 1. etapě, v cíli 22.), žlutý #517 Tomáš Vrátný - Jaroslav Miškolci - Milan Holáň (nejlépe 8. v 5. etapě, celkově 11. po 5-7.etapě, v cíli 14.), červený #539 Robert Jan Szustkowski - Jaroslaw Kazberuk - Filip Škrobánek (nejlépe 12. v 8. etapě, celkově 18. po 9-11. etapě, v cíli 19.). Během roku 2015 se tým opět účastnil Carmont Baja Drawsko Pomorskie - Kalisz Pomorski (2. #140 Vrátný - Miškolci - Škrobánek, 4. #138 Ardavičus - Falkov - Hřava), Baja Aragón Zaragoza - Teruel (4. #402 Ardavičus - Nikižev - Hřava, 5. #405 Vrátný - Miškolci - Škrobánek) a nově Rallye OiLibya du Maroc (23. #470 Vrátný - Miškolci - Martinec), vítězství ze 3 kamiónů získala posádka #501 Artur Ardavičus - Alexej Nikižev - Jakub Hřava na Pharaons Rally (12. mezi automobily). Dakaru 2016 se účastnily posádky #513 Tomáš Vrátný - Jaroslav Miškolci - Milan Holáň (celkově 16., nejlépe 7. v 9. etapě a 14. po 2. etapě), #515 Artur Ardavičus - Ignat Falkov - Jakub Hřava (11., nejlépe 6. v 9. a 10. etapě) a #521 1. handicapovaný řidič kamionu, který dojel do cíle dakaru Albert Llovera - Charly Gotlib - Jaromír Martinec (35., nejlépe 24. v 8. etapě a 32. po 9. etapě).
Závodu Silk Way 2016 se zúčastnila jako jediná česká stáj BDP s 2 vozy: #304 Artur Ardavičus - Serge Bruynkens - Filip Škrobánek (13.) a #307 Tomáš Vrátný - Jaroslav Miškolci - Jaromír Martinec (celkově 11. v kategorii truck).
Dakaru 2017 se účastnil jediný vůz červený #538 opět s posádkou Albert Llovera - Charly Gotlib - Jaromír Martinec, po průběžném stoupání polem do cíle dorazil na 24. místě.
Ještě o den dříve vyrazil žlutý vůz T.Vrátného na trať Africa Eco Race 2017 opravdu do Dakaru s posádkou #409 Jaroslav Valtr - Rostislav Plný - Filip Škrobánek, kde skončil celkově za Kamazem na 2. místě (vyhrál 3 etapy, 3x byl 2. a 4x 3.) před 3. posádkou #401 Ing.Tomáš Tomeček - Ladislav Lála s Tatrou 815 (1 etapové vítězství a 3x 2. pozice). Účast BDP na Baja Aragón 2017: #403 "modrý" Jamal evo II Tomáš Vrátný - Jaroslav Miškolci - Petr Vojkovský 2. za Liazem Gyrtech Martina Macíka, 4. #402 "oranžový" Jamal evo III Jaroslav Valtr - Rostislav Plný - Miroslav Zbranek, #405 "červený" Jamal evo I Rafael Tibau - Rafael Tibau jr. - Ing. Jaromír Martinec (6.) - posádka nahradila před startem A.Lloveru, kterého vyřadily zdravotní problémy. Silk Way Rally 2017 se s z vnějšího pohledu takřka nezměněnou Tatrou Queen 69 ReBorn s motorem Gyrtech zúčastnila posádka #305 Aleš Loprais - Khalid Alkendi - Milan Holáň; po 2. místě v úvodní etapě následovaly technické problémy s hydraulikou, spojkou (nedokončení 2.), dobíjením (nedokončení 5.) a chlazením, vynechání 3.,4. a 8. etapy a odstoupení v 9. etapě.
Jubilejního 40. dakaru 2018 se zúčastnila jen posádka InstaForex Loprais Teamu #504 Aleš Loprais - Ferran Marco Alcayna - Lukáš Janda s evolucí vozu Tatra Queen 69 ReBorn. Po vítězství v úvodní etapě posádka díky technických problémům klesala v průběžném pořadí a v 5. etapě byla nucena ze závodu odstoupit. Posádka #506 A.Loprais - Ferran Marco Alcayna - Petr Pokora se stejným vozem vyhrála absolutně 10. Morocco Desert Challenge 2018, na 4. místě mezi kamiony skončila jediná nasazená posádka BDP #511 "modrý" Jamal evo II Tomáš Vrátný - Jaroslav Miškolci - Ing. Jaromír Martinec.
Dvě posádky téhož týmu se zúčastnily španělské Baja Aragon 2018 - oranžová #502 Jaroslav Valtr - Miroslav Zbranek - Radim Kaplánek v kategorii zvítězila, modrá #504 Tomáš Vrátný - Jaroslav Miškolci - Ing. Jaromír Martinec skončila pátá.
Posledního jihoamerického dakaru 2019 se účastnila posádka InstaForex Loprais Teamu #507 Aleš Loprais - Ferran Marco Alcayna - Petr Pokora s vozem Tatra Queen 69 ReBorn s motorem Gyrtech a skončila v celkové klasifikaci kamionů na 5. místě (nejlépe 2. v 10. etapě a celkově 5. po 5-7. a 9-10.). Spolu s Hinem na místě 9. byli jediní, kdo se vklínil v první jedenáctce mezi velké tovární týmy Kamaz, Iveco a Maz.
Prvního dakaru v Saúdské Arábii 2020 se zúčastnily posádky vozů Fesh Fesh #521 Patrice Garrouste - Szymon Gospodarczyk - Petr Vojkovský (celkově 9.) a #510 Robert Jan Szustkowski - Jaroslaw Kazberuk - Filip Škrobánek (celkově 18.). Vůz A. Lopraise s obdobným podvozkem a kabinou původní Queen s novou kapotou hranatého tvaru kryjící motor FPT Iveco byl přejmenován na Praga V4S DKR (značka by měla být ale určena výrobcem kabiny) a posádka #502 Aleš Loprais - Khalid Al-Kendi - Petr Pokora skončila celkově 7.
Ročníku 2021 se zúčastnila stejná posádka InstaForex Loprais Praga týmu A. Lopraise #524 s upraveným vozem (mj. automat Allison) a skončila celkově mezi kamiony 5. (nejlépe 2. ve a po 2. etapě). Jako rychlý doprovod stejného týmu jela posádka #520 Tatra Queen 69 ReBorn Jan Tománek - Tomáš Kašpárek - Jiří Stross, která pro kanibalizaci dílu pro 1. vůz závod nedokončila (nejlépe 12. po 1. etapě, do 8. nenastoupili).
Závodu 2022 se zúčastnila posádka #508 A. Loprais - Petr Pokora - Jaroslav Valtr jr. - celkově 21. (nejlépe 4. po 7-9., nejlépe 4. v 6.). Tým Fesh Fesh postavil na podvozku Tatra s motorem Renault a převodem Allison r. 2020 vůz Ford  Cargo 4×4 s kabinou tureckého Fordu. Závodní premiéru měl 3. místem na Baja Spain 2021 a vyhrál v polském Drawsku. Na dakaru s ním nedojela posádka #514 Tomáš Vrátný - Jaromír Martinec - Bartolomiej Boba (PL) (nejlépe 27. po 7. a 15. ve 4., havarovali v poslední etapě). S původním vozem s kabinou a kapotou Jamal, motorem Renault a 16° manuálem ZF jela litevská posádka #529 Vaidotas Paškevičius - Tomas Gužauskas - Slavomir Volkov - celkově 12. (nejlépe 10. po 10., nejlépe 10. ve 4. a 5. etapě).
Závodu 2023 se účastnila posádka #508 A. Loprais - Petr Pokora - Jaroslav Valtr jr. Během 9., 1. etapy po dnu volna, kterou dokončili 4., došlo na trati k posádkou nezaznamenané nezaviněné kolizi s italským divákem, který následně při převozu do nemocnice zemřel na infarkt. Kvůli vyšetřování incidentu posádka nenastoupila do 10. etapy a tím odpadla z 1. místa, kolem kterého se pohybovala od začátku závodu. Na místě 9. závod dokončila posádka Jamal Evo 1, nově s automatem Allison, #509 Tomáš Vrátný - Jaromír Martinec - Bartolomiej Boba (PL); na místě 17. litevská posádka Jamal Evo III #529 Vaidotas Paškevičius - Tomas Gužauskas - Slavomir Volkov poté, co 3. místo obsadili na říjnové Rallye du Maroc. Na podvozku Tatra vyrazila i další posádka týmu Fesh Fesh s Ford Cargo Evo I #523 Albert Llovera - Margot Llobera - Petr Vojkovský, která odpadla hned v 1. etapě.
Závodu 2024 by se měly účastnit posádky #602 A. Loprais - Jiří Stross - Jaroslav Valtr jr., #613 Vaidotas Paškevičius - Albert Viliamovič - Gytis Gaspariunas, #619 Albert Llovera - Margot Llobera - Marc Torres a s novým kapotovým strojem Buggyra #605 Martin Šoltys / Petr Schweiner / Tomáš Šikola.